# 霍华德·休斯医学研究所
霍华德·休斯医学研究所（英文：Howard Hughes Medical Institute，简称HHMI） 是美国一个非营利性医学研究所。是由著名飞行员，工程师霍华德·休斯于1953年成立的。截至2005年底为止，它是美国规模最大的私人资金资助生物和医学研究的组织之一，仅次于比尔与梅林达盖茨基金会。

## 国际青年科学奖
国际青年科学家奖是霍华德·休斯研究所设立用于奖励美国以外青年科学家的奖项，获奖者将获得为期五年的资助，奖金总额为65万美元。
2012年1月24日，霍华德·休斯研究所揭晓了第一届“国际青年科学家奖”获奖者名单，共有12个国家的28名科学家从760名候选者中脱颖而出，中国有7名科学家入围，是获奖人数最多的国家。

## 霍华德·休斯医学研究所华人研究员
- 詹裕农[4]（HHMI研究员，1984年至今），加州大学旧金山分校神经生物学家
- 骆利群[5]
- 许田[6]
- 钱泽南[7]
- 蔡理慧[8]
- 钱永健[9]
- 简悦威[10]
- 王晓东